# Hydriomena mainaria
Hydriomena mainaria är en fjärilsart som beskrevs av William Schaus 1922. Hydriomena mainaria ingår i släktet Hydriomena och familjen mätare. Inga underarter finns listade i Catalogue of Life.